# アルクォズスプリント
アルクオーツ スプリント（Al Quoz Sprint, アラビア語: القوز للسرعة）とは、ドバイレーシングクラブが毎年3月にアラブ首長国連邦のメイダン競馬場の芝1200mで施行する競馬の国際競走である。

## 概要
2010年からドバイワールドカップミーティングに指定されている。2017年から芝直線1200mに変更されている。
日本からは2012年に前年のサマースプリントシリーズチャンピオンのエーシンヴァーゴウが選出され出走した（12着）。
2021年の賞金は以下のように定められている。
賞金総額 - 1,000,000米ドル（約1億円）
1着 - 賞金580,000米ドル（約5800万円）
2着 - 賞金200,000米ドル（約2000万円）
3着 - 賞金100,000米ドル（約1000万円）
4着 - 賞金50,000米ドル（約500万円）
5着 - 賞金30,000米ドル（約300万円）
6着 - 賞金20,000米ドル（約200万円）
7着 - 賞金10,000米ドル（約100万円）
8着 - 賞金10,000米ドル（約100万円）

## 歴史
- 2007年 - 準重賞（LR）競走として創設。3月に施行。
- 2008年
  - この年以降2月に施行。
  - この年は分割して施行。
- 2009年
  - この年より格付けがG3となる。
  - ジェイジェイザジェットプレーンが優勝し、UAE調教馬以外の外国馬が初勝利。
- 2010年
  - 開催場がメイダン競馬場に移行し、施行距離が芝直線1200mに変更。
  - ドバイワールドカップミーティングに参加。
  - 香港のジョイアンドファンがUAE以外の海外調教馬で初優勝。
- 2011年
  - この年より格付けがG2となる。
  - 施行距離が芝直線1000mに変更。
  - ジェイジェイザジェットプレーンが史上初となる2度目の優勝。ドバイワールドカップミーティング史上最高齢優勝。
- 2012年 - この年より格付けがG1となる。オーストラリアのオルテンシアがオセアニア勢初優勝。
- 2013年 - シンガポールのミスタービックが5着に敗れ、デビューからの連対が19で止まった。
- 2014年 - サモ・ハン・キンポーが所有する、アンバースカイが香港馬2頭目の優勝。
- 2017年
  - 施行距離が芝直線1200mに変更。
  - 当年のみグローバル・スプリント・チャレンジの対象競走に指定される[3]。
- 2020年 - covid-19の世界的な感染の拡がりに伴い、参加者の健康を守るため中止[4]。

## 歴代優勝馬
| 回数   | 施行日        | 調教国・優勝馬     | 性齢 | タイム  | 優勝騎手         | 管理調教師       |
| ------ | ------------- | ------------------ | ---- | ------- | ---------------- | ---------------- |
| 第1回  | 2007年3月8日  | Great Britain      | 牡5  | 1:12.16 | L.デットーリ     | S.ビン・スルール |
| 第2回  | 2008年2月28日 | Mutamarres         | 騸5  | 1:12.81 | R.ヒルズ         | D.ワトソン       |
| 第2回  | 2008年2月28日 | Instant Recall     | 牡7  | 1:13.09 | W.スミス         | M.アル・ムハイリ |
| 第3回  | 2009年2月26日 | J J The Jet Plane  | 騸7  | 1:11.72 | K.シーア         | M.デ・コック     |
| 第4回  | 2010年3月27日 | Joy And Fun        | 騸8  | 1:09.80 | B.ドイル         | D.クルーズ       |
| 第5回  | 2011年3月26日 | J J The Jet Plane  | 騸9  | 0:59.14 | B.ファイドエルブ | M.ホウダラキス   |
| 第6回  | 2012年3月31日 | Ortensia           | 牝6  | 0:57.98 | C.ウィリアムズ   | P.メッサーラ     |
| 第7回  | 2013年3月30日 | Shea Shea          | 騸6  | 0:56.41 | C.スミヨン       | M.デ・コック     |
| 第8回  | 2014年3月29日 | Amber Sky          | 騸5  | 0:56.21 | J.モレイラ       | P.イウ           |
| 第9回  | 2015年3月28日 | Sole Power         | 騸8  | 0:57.24 | R.ヒューズ       | E.ライナム       |
| 第10回 | 2016年3月26日 | Buffering          | 騸8  | 0:56.34 | D.ブラウン       | R.ヒースコート   |
| 第11回 | 2017年3月25日 | The Right Man      | 騸5  | 1:09.59 | F.Bertras        | D.Guillemin      |
| 第12回 | 2018年3月31日 | Jungle Cat         | 牡6  | 1:09.37 | J.Doyle          | C.Appleby        |
| 第13回 | 2019年3月30日 | Blue Point         | 牡5  | 1:08.39 | W.Buick          | C.Appleby        |
| 第14回 | 2021年3月27日 | Extravagant Kid    | 騸8  | 1:09.26 | R.Moore          | B.Walsh          |
| 第15回 | 2022年3月26日 | A Case Of You      | 牡4  | 1:08.82 | R.ウィーラン     | A.マクギネス     |
| 第16回 | 2023年3月25日 | Danyah             | 騸6  | 1:08.61 | D.O'Neill        | M.Al Mheiri      |
| 第17回 | 2024年3月30日 | California Spangle | 騸6  | 1:07.50 | B.Avdulla        | A.Cruz           |
| 第18回 | 2025年4月5日  | Believing          | 牝5  | 1:07:77 | W.ビュイック     | G.ボーウィー     |

- 馬齢表記は北半球の基準で表記。